# Церква Покрови Пресвятої Богородиці (Оріховець)
Церква Покрови Пресвятої Богородиці в Оріховці — парафія і храм греко-католицької громади Підволочиського деканату Тернопільсько-Зборівської архієпархії Української греко-католицької церкви в селі Оріховець Тернопільського району Тернопільської области.
Оголошена пам'яткою архітектури місцевого значення.

## Історія церкви
Перша документальна згадка про церкву датується 1564 роком. Архітектором сучасного храму був Василь Нагірний. Розпис церкви у 1922 році виконав Федор Гриневич з Винників, а інші образи, включно із святковими Серця Ісусового та Страждаючої Богородиці, створили художники-самоуки Лев Пацюркевич (1926 рік) та Дмитро Бойко. Дубовий іконостас вирізав Михайло Наконечний у 1924 році. До церкви також були перенесені старовинні образи святої Варвари та святого Миколая, намальовані Бартком Побідинським.
10 жовтня 1901 року храм освятив митрополит Андрей Шептицький. До 1946 року парафія і церква належали до УГКЦ. У 1963 році державна влада закрила храм, але завдяки наполегливості парафіян його знову відкрили у 1969 році. До 1990 року він перебував у складі РПЦ, а в середині 1990 року парафія остаточно повернулася в лоно УГКЦ.
При парафії діє Вівтарна дружина.

## Парохи
- о. Стефан Куницький (до 1842),
- о. Матвій Куницький (1842—1876),
- о. Теофан де Бонча Куницький (1877—1910),
- ієромонах о. Теодозій Тит Куницький, ЧСВВ (1910—1911),
- о. Володимир Куницький (з квітня 1911),
- о. Борис Ратич (1942—1963),
- о. Михайло Валійон (серпень 1990 — листопад 2011),
- о. Іван Пославський (з 11 листопада 1991).